# Gánovce
Gánovce (em alemão: Gansdorf; húngaro: Gánóc) é um município da Eslováquia, situado no distrito de Poprad, na região de Prešov. Tem 7,83 km² de área e sua população em 2018 foi estimada em 1.403 habitantes.

## Demografia
| Ano:        | 1994 | 2004    | 2014    | 2024   |
| ----------- | ---- | ------- | ------- | ------ |
| Broj ljudi: | 768  | 1069    | 1348    | 1408   |
| Razlika:    |      | +39,19% | +26,09% | +4,45% |

| Ano:               | 2023 | 2024   |
| ------------------ | ---- | ------ |
| Número de pessoas: | 1403 | 1408   |
| Diferença:         |      | +0,35% |